# Klarendal
Klarendal is een wijk in Arnhem, gelegen tussen de wijken Spijkerkwartier en St. Marten. Klarendal is een authentieke volkswijk, met voornamelijk kleine woningen. De wijk heeft een etnisch gevarieerde samenstelling.

## Geschiedenis
De eerste delen van Klarendal (in Arnhems dialect uitgesproken als klèrendoal) werden vanaf 1830 gebouwd.
Nadat de gemeente van het St. Peters gasthuis een stuk grond aan de Hommelseweg kocht, kon hier buiten het centrum van de stad het kerkhof worden aangelegd. Klarendals trots, de Klarendalse Molen, werd in 1870 van de Amsterdamseweg verplaatst naar de wijk. Karakteristiek zijn het Luthers Hofje uit 1860 onder in de wijk en de zogeheten Mussenbuurt uit 1911 in het oostelijke, hogere deel van Klarendal. Roerige momenten in de Klarendalse geschiedenis waren het oproer tegen de verloedering in 1970, en de drugsopstand in 1989. Buurtbewoners spraken toen van Klarendal Tranendal.
Feitelijk kent Klarendal vier rondes stadsvernieuwing – een opkomst- en vervalcyclus van bijna 200 jaar.
- In 1808 bezocht koning Lodewijk Napoleon Arnhem en gaf toestemming de vestingwerken te ontmantelen. Klarendal ontstond als eerste nieuwe volkswijk buiten de oude vestingwerken.
- De tweede vernieuwingsronde ontstond naar aanleiding van het KIV/KNIV rapport van ca. 1850, waarin de staat constateerde dat de arbeiders onder erbarmelijke omstandigheden leefden. De filantropische woningbouw deed na 1860 zijn intrede in de wijk.
- Een derde ronde stadsvernieuwing had plaats in de jaren 1970 en -80 van de twintigste eeuw. De insteek was vooral woningverbetering.
- Een vierde stadsvernieuwingsronde vond rond 2010 plaats. De bedoeling was velerlei economische activiteiten op modegebied in de wijk onder te brengen.

## Wijkverbetering
In de jaren zeventig en tachtig van de 20e eeuw werd in het kader van stadsvernieuwing grootschalig gesaneerd in het zuidelijke deel van de wijk. Aan de Klarendalseweg verscheen daarna in 1997 een nieuw klein winkelcentrum. In maart 2007 werd de wijk tot zogeheten Vogelaarwijk bestempeld.
De gemeente Arnhem heeft samen met Volkshuisvesting plannen ontwikkeld om verpauperde panden of panden met ongewenste bestemming (veelal coffeeshops) op te kopen en om te vormen tot kleine modewinkels. Deze bestemming sluit aan bij de interesse van studenten van de Arnhemse kunstacademie die op mode-gebied afstuderen. In mei 2008 kwam onderaan de Klarendalseweg dit 'modekwartier' gereed, inclusief de herbouw van het postdistributiecentrumgebouw dat voorheen bij het NS-station stond. Hierin is nu onder andere een café-restaurant gevestigd. De toegangsweg naar het modekwartier via de Sonsbeeksingel en Hommelstraat kreeg nieuw straatmeubilair, waaronder gehistoriseerde lantaarnpalen. Het plan kreeg de naam '100% mode' en de gemeente Arnhem is Klarendal 'modekwartier' gaan noemen. De ambitie is uitgesproken om van Klarendal een Notting Hill in het klein te maken.
Een plaatselijk bekende inwoner van de wijk was beeldend kunstenaar Arno Arts. Hij was met zijn atelier gevestigd in een voormalige kruidenierswinkel aan de Klarendalseweg. In 2011 realiseerde hij in het kader van een verfraaiingsproject op de plaats waar voorheen de Corso bioscoop stond als gevelkunst een opvallende filmposter.

## Afbeeldingen

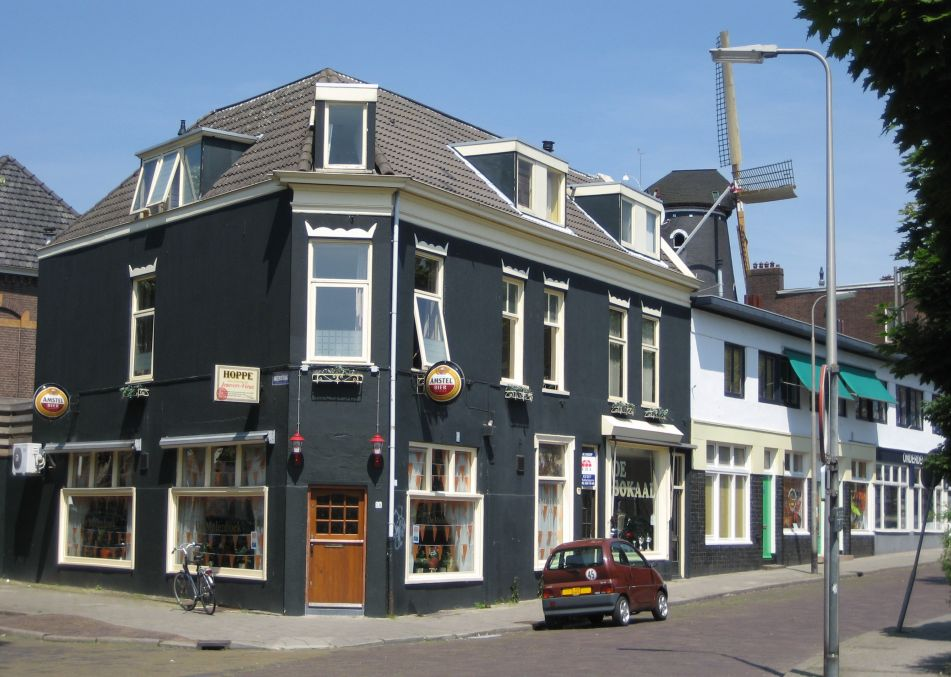
Klarendalseweg
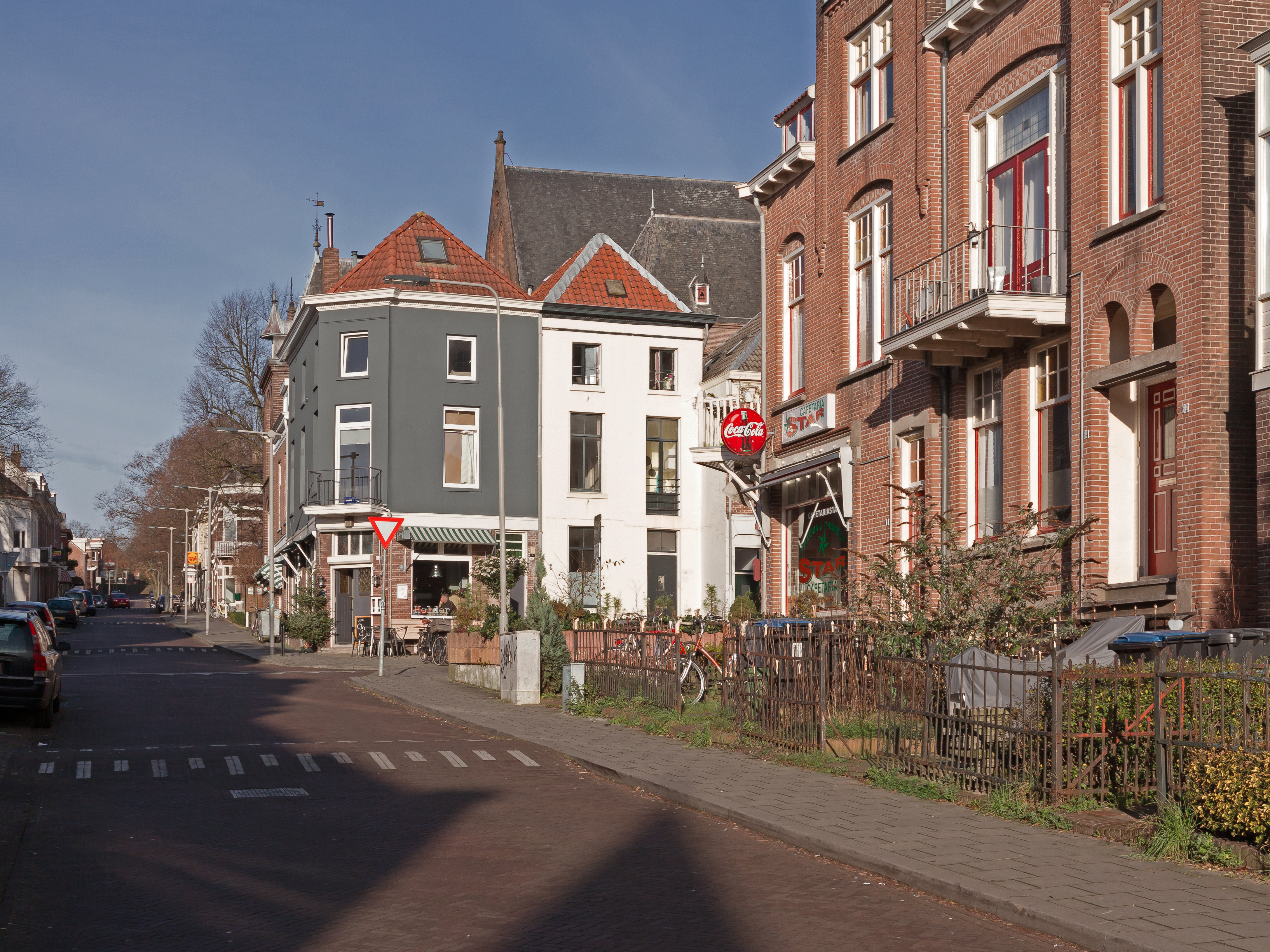
Kruising Hoflaan-Rosendaalseweg
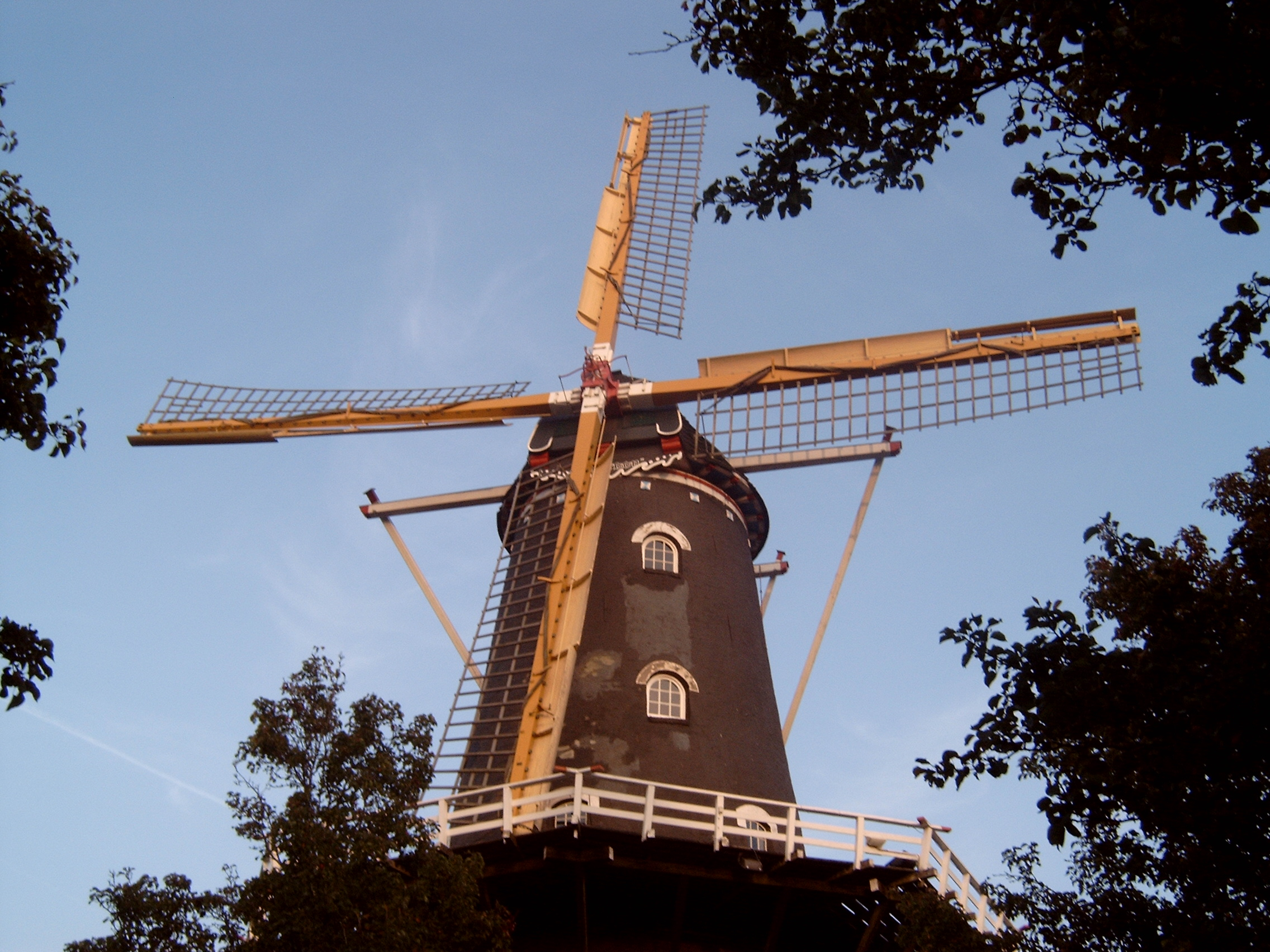
Klarendalse molen (De Kroon)
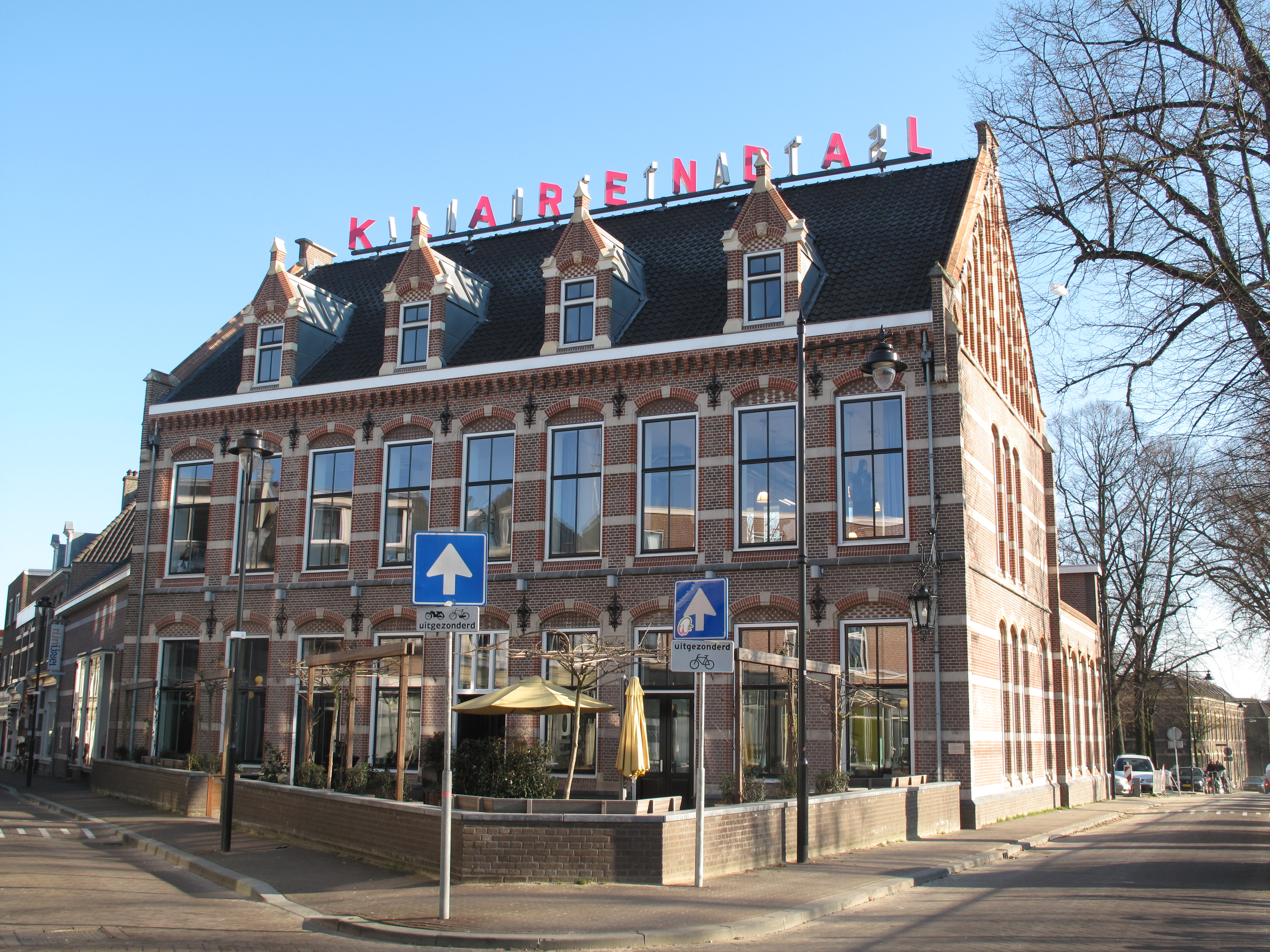
Station Klarendal, het voormalige postdistributiecentrum dat vanaf het Centraal Station is verhuisd naar de wijk
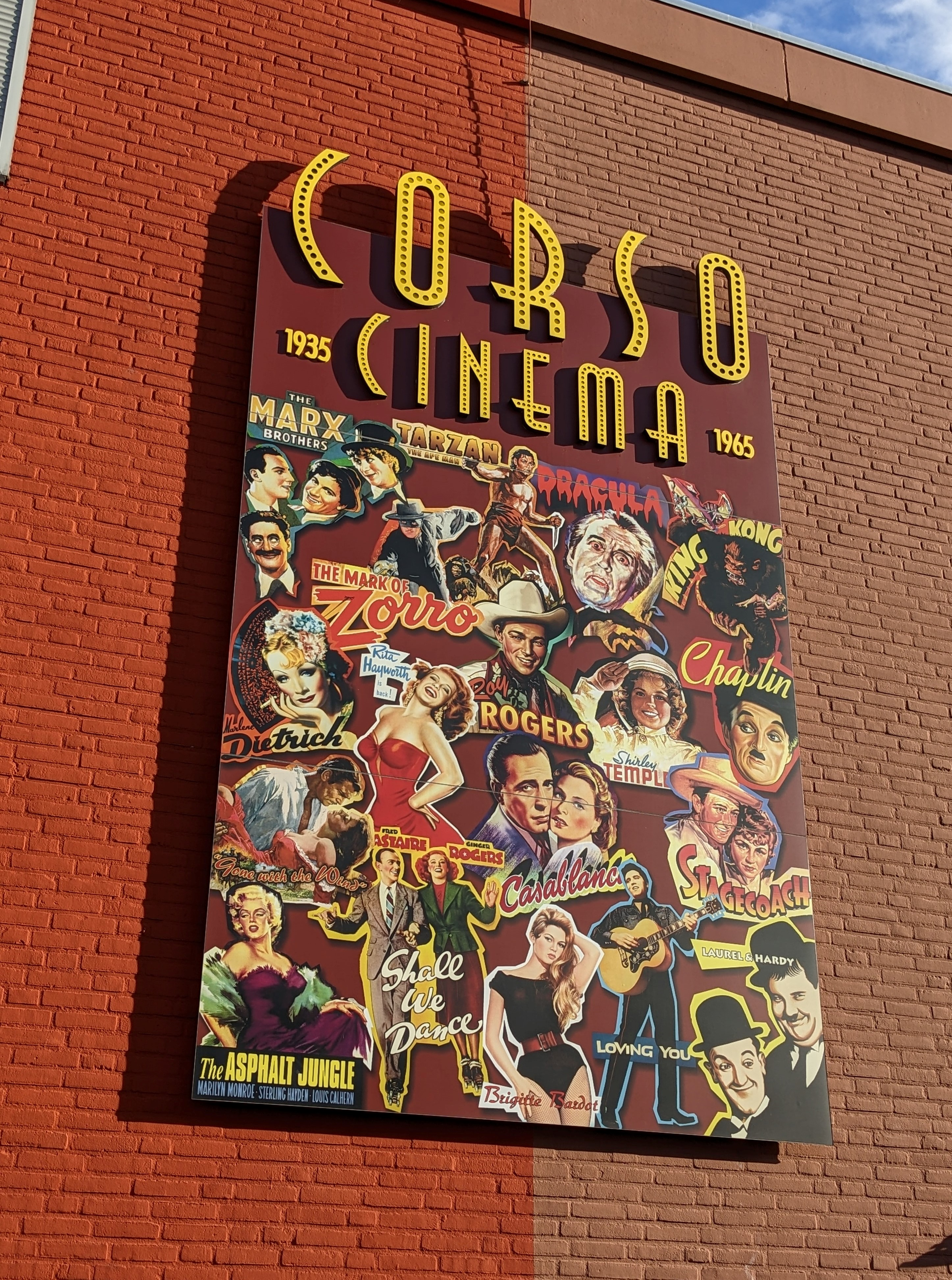
Wandpaneel 'Corso Cinema' door Arno Arts uit 2011
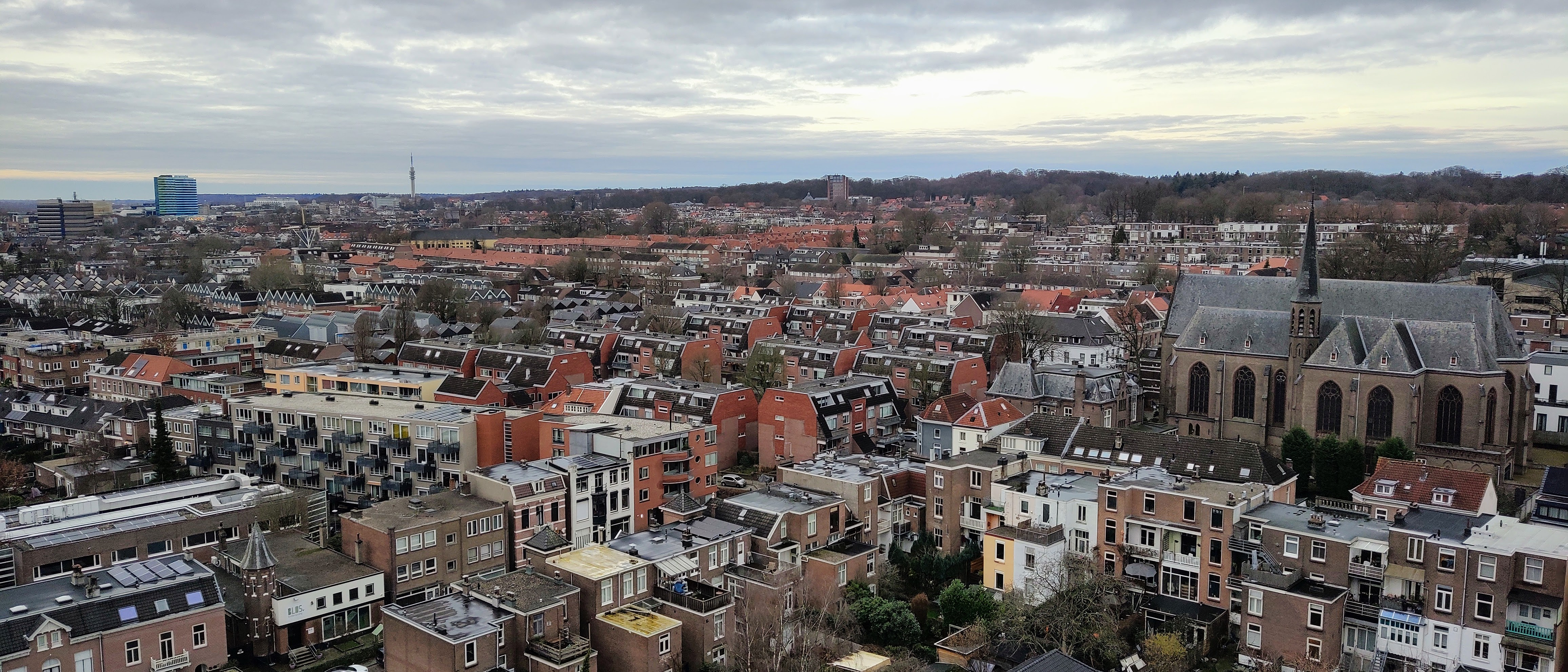
Klarendal met op de achtergrond Sint Marten, Sonsbeek en omgeving.